# 오송선
오송선(五松線)은 대한민국 세종특별자치시 조치원읍에 있는 서창역과 충청북도 청주시에 있는 오송역을 잇는 한국철도공사의 철도 노선으로, 경부선과 충북선을 연결하는 삼각선이다. 1일 1왕복 운행하는 무궁화호, 그리고 제천, 단양 지역에서 오봉으로 가는 다수의 벌크양회 화물열차가 경유한다.

## 역 목록
| 역명 | 로마자 역명 | 한자 역명 | 역간거리 (km) | 영업거리 (km) | 접속 노선                    | 소재지         | 소재지         | 비고   |
| ---- | ----------- | --------- | ------------- | ------------- | ---------------------------- | -------------- | -------------- | ------ |
| 서창 | Seochang    | 瑞倉      | 0.0           | 0.0           | 경부선                       | 세종특별자치시 | 세종특별자치시 | 신호장 |
| 오송 | Osong       | 五松      | 4.6           | 4.6           | 경부고속선 호남고속선 충북선 | 충청북도       | 청주시         |        |

## 교량 및 터널 목록
- ?교(하)
- 조치원입체교차교(상)(840.86m)
- 조천교(181m)